# Paulo Obradović
Paulo Obradović, né le 9 mars 1986 à Dubrovnik, est un joueur croate de water-polo.
Il est sacré champion olympique en 2012 avec l'équipe de Croatie de water-polo masculin.